# داوود نوابی

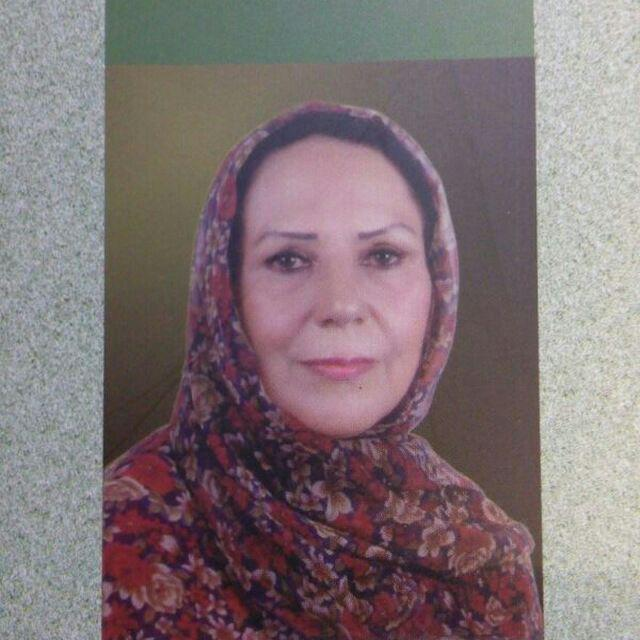

داوود نوابی مدرس دانشگاه و دارای مدرک فوق لیسانس علوم تربیتی و دکتری زبان فرانسه، از نویسندگان و مترجمان ایرانی است. او بیش از سی کتاب و تعداد زیادی مقاله دارد.

## پیشینه
داوود نوابی در سال ۱۳۱۳ در کرمان به دنیا آمد. تحصیلات ابتدایی را در زادگاهش و تحصیلات متوسطه را در تهران و در دبیرستاهای کالج البرز و دارالفنون به پایان رساند. در بیست سالگی عازم فرانسه شد. ابتدا پزشکی و داروسازی خواند سپس به ادبیات و زبان روی آورد که با طبیعت و ذوق او مناسب تر بود؛ ولی قبل از پایان تحصیل به ایران بازگشت و در سال ۱۳۴۳ از دانشسرای عالی تهران و با کسب رتبه اوّل لیسانس زبان فرانسه و علوم تربیتی گرفت. پنج سال در دبیرستان‌ها تدریس کرد و بعد از آن در مرکز انتشارات آموزشی به کار ترجمه و نویسندگی پرداخت. در همان ایّام، از دانشکده علوم تربیتی تهران فوق لیسانس گرفت. مدت نه سال برای مجلات مختلف فرهنگی مقاله تهیّه کرد. ضمناً کار ترجمه کتاب را که از سال آخر دبیرستان با ترجمه کتابی از آناتول فرانس آغاز کرده بود، از سر گرفت.
در سال ۱۳۵۷ به عنوان مربی به جمع مدرسان دانشگاه کرمان پیوست. در سال ۱۳۸۰ با مدّتی تأخیر رساله دکتری او مورد تأیید قرار گرفت و در سال ۱۳۸۱ پس از ۳۷ سال تدریس درخواست بازنشستگی کرد. در سال ۱۳۸۶ بنا به دعوت دانشگاه کار تدریس را از سر گرفت. در طول مدت خدمت دو بار به ریاست بخش زبان انتخاب شد و نزدیک به سه سال از سال ۱۳۶۶ تا ۱۳۶۸ معاونت آموزشی و پژوهشی دانشکده ادبیات را بر عهده داشت. هم‌اکنون در کرمان به سر می‌برد و نیز در تاریخ ۲۴ تیرماه ۱۳۹۵ شبی به نکوداشت وی با حضور جمعی از بزرگان ادب، مسئولین دانشگاه و اداره کل فرهنگ و ارشاد اسلامی اختصاص یافت.

## کتابها (ترجمه و تألیف)
۱. اَبی، آناتول فرانسه، چاپ دانش تهران، ۱۳۳۲
۲. فناناپذیران آگاپیا، گئورگیو، ایران مهر، تهران، ۱۳۵۲
۳. دیو در تن، رمون رادریگه، فرانکلین، تهران، ۱۳۵۴
۴. دو اقلیم، موروا، گلشائی، تهران، ۱۳۵۵
۵. نامه به کودکی که هرگز به دنیا نیامد، فالاچی، تهران، ۱۳۵۶
۶. تصویری در آیینه، هانری تروایا، تهران، ۱۳۵۶
۷. کجاوه اشک‌ها، ژرژه و والتر، امیرکبیر، تهران، ۱۳۵۸
۸. شیوه‌های برخورد با مشکلات تربیتی کودکان، مقاله در مجلات پیک
۹. آهنگ روستایی، آندره ژید، تهران، ۱۳۷۰
۱۰. تاریخچه ترجمه از فرانسه به فارسی در ایران، کاویان، تهران، ۱۳۶۳
۱۱. تراژدی در ادبیات فرانسه در قرون ۱۷ و ۱۸، آستان قدس، ۱۳۶۹
۱۲. لنگرگاه وداع، کاترین گاسکن، نشر فانون، کرمان، ۱۳۷۳، انتخاب به عنوان بهترین ترجمه.
۱۳. جادوگر، رژه ویلار، نشر فانوس، کرمان، ۱۳۷۴
۱۴. دیوار گذر، مارسل امه، آیندگان ادبی، تهران ۱۳۵۵
۱۵. زوایگ نویسنده اتریشی، مجله بامداد، شماره ۲ و ۳، ۱۳۸۴
۱۶. پیروزی پدرم، مارسل پانیول، چاپ انتشارات فرهنگ کرمان، ۱۳۸۵
۱۷. قصر مادرم، م. پانیول، چاپ فرهنگ، کرمان، ۱۳۸۵
۱۸. بازی خطرناک نوشته زوایگ مجله بامداد شماره ۲ و ۳
۱۹. تثلیث اثر لئون اوریس انتشارات فرهنگ کرمان ۱۳۸۶
۲۰. زن نانوا، مارسل پانیول، مجله بامداد، شماره دو از سری جدید، تهران ۱۳۹۱
۲۱. کتاب «تاریخچه ترجمه فرانسه به فارسی از آغاز تا کنون» در سال ۱۳۸۸ به وسیله انتشارات دانشگاه کرمان تجدید چاپ
۲۲. «نامه یک زن ناشناس» نوشته استفان زویگ ترجمه داوود نوابی و «انهدام یک قلب» از همین نویسنده آماده چاپ در نشرنون
۲۳. آنچه انتظارش نمی‌رفت، نوشته رژه ویلار نشر فانوس
۲۴. من اگر شما بودم، نوشته ژولین گرین، نشر نون فروردین ۱۳۹۵
۲۵. راهی برای رهایی، نوشته فرانسوا موریاک، نشر نون تهران ۱۳۹۵
۲۶. روزی که زندگی کردن آموختم، نوشته لوران گونل، نشر نون تهران ۱۳۹۵
۲۷. اتاق شگفتی‌ها، نوشته ژولین ساندرل، نشر نون ۱۳۹۷
۲۸. ترینیتی، نوشته لئون اوریس، نشر نون، ۱۳۹۷
۲۹. تو را به سرزمین ممکن‌ها می‌برم، نوشته لوران گونل، نشر نون ۱۳۹۸
۳۰. انهدام یک قلب، نوشته اشتفان تسوایک، نشر نون ۱۳۹۸
۳۱. شطرنج‌باز، نوشته اشتفان تسوایک، نشر نون ۱۳۹۹
۳۲. روح عالم، نوشته فردریک لونوآر، نشر نون ۱۴۰۱
۳۳. زندگی روی دور تند، نوشته بریژید ژیرو، نشر نون ۱۴۰۲

## مقالات
مقالات
مقالات آموزشی و تربیتی در مجلات پیک و ماهنامهٔ آموزش و پرورش در پیک معلم و خانواده:
- دوره نهم – بهمن ۱۳۵۱، شماره ۹، صفحه ۳۰۳: «نافرمانی کودک»
- دوره نهم – بهمن ۱۳۵۱، شماره ۹، صفحه ۳۱۰: «استخوان‌های بدن انسان»
- دوره نهم – اول اسفند ۱۳۵۱، شماره ۱۱، صفحه ۳۶۸: «حسادت کودکان»
- دوره نهم – فروردین ۱۳۵۲، شماره ۱۴، صفحه ۴۵۷: «کودکستان، سن بازی»
- دوره نهم – فروردین ۱۳۵۲، شماره ۱۴، صفحه ۴۹۲: «کوه‌های آتشفشان»
- دوره دهم – اول مهر ۱۳۵۲، شماره ۱، صفحه ۴: «سن مدرسه رفتن»
- دوره دهم – آبان ۱۳۵۲، شماره ۳، صفحه ۹۲: «آیا پدر و مادر بودن یک حرفه است؟»
- دوره دهم – آبان ۱۳۵۲، شماره ۴، صفحه ۱۲۰: «دنباله آیا پدر و مادر بودن یک حرفه است؟»
- دوره دهم – آذر ۱۳۵۲، شماره ۶، صفحه ۱۹۲: «کودک دوری مادر را چگونه تحمل می‌کند؟»
- دوره دهم – دی ۱۳۵۲، شماره ۷، صفحه ۲۲۴: «کودکان کمرو»
- دوره دهم – دی ۱۳۵۲، شماره ۸، صفحه ۲۶۶: «فیده مدرسه رفتن»
- دوره دهم – بهمن ۱۳۵۲، شماره ۹، صفحه ۳۰۴: «مسئله تغذیه و رشد کودکان لاغر»
- دوره دهم – بهمن ۱۳۵۲، شماره ۱۰، صفحه ۳۴۰: «تغذیه و رشد کودکان لاغر (۲)»
- دوره دهم – اسفند ۱۳۵۲، شماره ۱۱، صفحه ۳۷۰: «کودک در برابر پدر و مادر»
- دوره دهم – اسفند ۱۳۵۲، شماره ۱۱، صفحه ۳۹۰: «زمستان خوابی»
- دوره دهم – اسفند ۱۳۵۲، شماره ۱۳، صفحه ۴۰۶: «کودک در برابر پدر و مادر (۲»
- دوره یازدهم – آبان ۱۳۵۳، شماره ۴، صفحه ۱۳۸: «قارچها»
- دوره یازدهم – آذر ۱۳۵۳، شماره ۵، صفحه ۱۶۴: «چگونه می‌توان کودک را به فرزندی پذیرفت»
- دوره یازدهم – دی ۱۳۵۳، شماره ۷، صفحه ۲۳۶: «خطاهای کودک»
- دوره یازدهم – بهمن ۱۳۵۳، شماره ۹، صفحه ۳۱۲: «پیش از بلوغ»
- دوره یازدهم – اسفند ۱۳۵۳، شماره ۱۱، صفحه ۳۶۹: «وقتی که فرزند شما بچه می‌ماند»
- دوره دوازدهم – مهر ۱۳۵۴، شماره ۱، صفحه ۲۵: «پست در جهان و ایران»
- دوره دوازدهم – آبان ۱۳۵۴، شماره ۲، صفحه ۵۷: «سخنی کوتاه دربارهٔ بیمه و تاریخچه آن در ایران»
- دوره دوازدهم – آبان ۱۳۵۴، شماره ۳، صفحه ۹۴: «آموزش بزرگسالان در ایران»
- دوره دوازدهم – آذر ۱۳۵۴، شماره ۴، صفحه ۱۲۵: «اهمیت مسئله تنظیم خانواده»
- دوره دوازدهم – دی ۱۳۵۴، شماره ۶، صفحه ۱۹۵: «کتابهای درسی در ایران»
- دوره دوازدهم – دی ۱۳۵۴، شماره ۷، صفحه ۲۱۹: «تاریخچه مختصر آزادی زنان در ایران»
- دوره دوازدهم – بهمن ۱۳۵۴، شماره ۸، صفحه ۲۷۷: «سینما در ایران»
- دوره دوازدهم – بهمن ۱۳۵۴، شماره ۹، صفحه ۲۹۱: «دفاع غیرنظامی» پیک نوجوانان
- دروه ششم – آذر ۱۳۵۶، شماره ۴، صفحه ۷: «سپاهی که برای آسایش انسانها پیکار می‌کند»
- دروه ششم – دی ۱۳۵۶، شماره ۶، صفحه ۵: «سپاهیان دانش به روستاه‌ها می‌روند»
- دروه ششم – دی ۱۳۵۶، شماره ۷، صفحه ۵: «راه و راهسازی در ایران»
- دروه ششم – بهمن ۱۳۵۶، شماره ۸، صفحه ۲۲: «یادگاری‌هایی از گذشته»

مقاله به فرانسه تحت عنوان :L`enseignement du français en Iran
در مجله لقمان، نشر دانشگاهی شماره ۳، بهار و تابستان ۱۹۸7(1366) صفحهٔ ۲۳.
فصلنامه کرمان، سال ۱۳۷۰، شماره ۳، صفحه ۵۶، آخرین درس
فصلنامه کرمان، سال ۱۳۷۲، شماره ۹ و ۱۰، مارسل اِمِه
داستان کوتاه طوفان بر فراز کِبک چاپ در مجله امید ایران، شماره ۹۲۷، قبل از انقلاب
یادی از آندره ژید نویسنده نامدار فرانسه در روزنامه آیندگان ادبی
طوطی در روزنامه آیندگان ادبی فروردین ۲۵۳۷ شماره ۳۰۵۹ سال یازدهم
دیوارگذر داستانی از مازسل امه آیندگان - پنجشنبه ۱۲ اسفند ۲۵۳۵ - صفحهٔ ۱۲
مادر دردمند (فرازی از زندگی نیچه) مجله روزبه فروردین ۱۳۸۴
بازگشت محکوم نوشته پیتر هامیل روزنامه همشهری ۱۸ آبان ۱۳۸۵